# Johan Albert Dinnies
Johan Albert Dinnies, född 9 juli 1727 i Stralsund, död där 21 september 1801 var en svensk riksdagsman, handelsman och borgmästare i Stralsund.
Dinnies var son till skräddaren och spannmålshandlaren Lorenz Dinnies som tillhörde en gammal borgarsläkt från Anklam. Han blev elev vid Stralsunds gymnasium 1737, studerade 1743-1745 juridik vid Greifswalds universitet och 1745-1747 vid Göttingens universitet. han blev därefter 1748 advokat vid pommerska hovrätten och övertog sedan modern avlidit som borgare i Stralsund familjens spannmålsfirma 1749. 1751 blev han advokat vid tribunalet i Wismar och var samma år en av borgerskapsrepresentationens hundra män. 1753 blev han rådman i Stralsund, 1764 stadskamrer och 1778 stadens borgmästare. 1782 blev Dinnes titulärt lantråd, 1788 verkligt lantråd och var 1794-1796 ledamot av kommissionen för visitation av universitetet i Greifswald.
Dinnies intresserade sig även för lokalhistoria, åstadkom en samling av 68 volymer avskrifter av olika historiska dokument som han påträffat under sina efterforskningar. Därtill sammanställde han även omfattande genealogiska samlingar. Dinnies publicerade mycket lite av sitt material, främst i form av tidskriftsuppsatser. 1786 lät han dock ge ut 27 brev från Gustav II Adolf som skickats till staden Stralsund 1623—1629.
Dinnies blev 1799 riddare av Nordstjärneorden.